# Georges Borgeaud
Georges Borgeaud (* 27. Juli 1914 in Lausanne; † 6. Dezember 1998 in Paris) war ein französischsprachiger Schweizer Schriftsteller.

## Leben
Georges Borgeaud besuchte die Sekundarschule in Aubonne und das Collège der Abtei Saint-Maurice, das er 1933 aus finanziellen Gründen verlässt. Alsdann wollte er Mönch werden, änderte jedoch nach sechs Monaten den Sinn und arbeitete hernach als Lehrer und Privatlehrer. Schliesslich machte er eine Buchhändlerlehre und verliess 1946 die Schweiz, um sich in Paris zu etablieren. Dort wohnte er bis zu seinem Tod an der Rue Froidevaux 59, im siebenten Stock, von dem aus er den Cimetière du Montparnasse überblicken konnte. 1952 veröffentlichte er seinen ersten Roman Le Préau, der mit dem Prix des Critiques ausgezeichnet wurde. Georges Borgeaud starb am 6. Dezember 1998 in seiner Wohnung an der Rue Froidevaux in Paris, nachdem er verlangt hatte, man solle ihn gefälligst in Ruhe lassen.
Das Archiv von Georges Borgeaud wird im Schweizerischen Literaturarchiv in Bern aufbewahrt.

## Auszeichnungen
- 1952 Prix des Critiques für Le Préau
- 1967 Prix international du journalisme
- 1974 Prix Renaudot für Le Voyage à l’étranger
- 1986 Prix Médicis de l’essai für Le Soleil sur Aubiac
- 1990 Prix de consécration de l’Etat du Valais

## Literarische Werke
- Le Préau. Roman. Gallimard, Paris 1952
- La Vaisselle des évêques. Roman. Gallimard, Paris 1959
- Italiques. Chroniques. L’Age d’Homme, Lausanne 1969
- Le Voyage à l’étranger. Roman. Bertil Galland und Grasset, Lausanne und Paris 1974
- Le Soleil sur Aubiac. Essay. Mit Fotos von Marcel Imsand. 24heures und Grasset, Lausanne und Paris 1986
- Mille Feuilles (Band I-IV). Artikel und Aufsätze. La Bibliothèque des Arts, Lausanne/Paris 1997–1999
- Le Jour du printemps. Roman. Denoël, Paris 1999